# Barriobajero

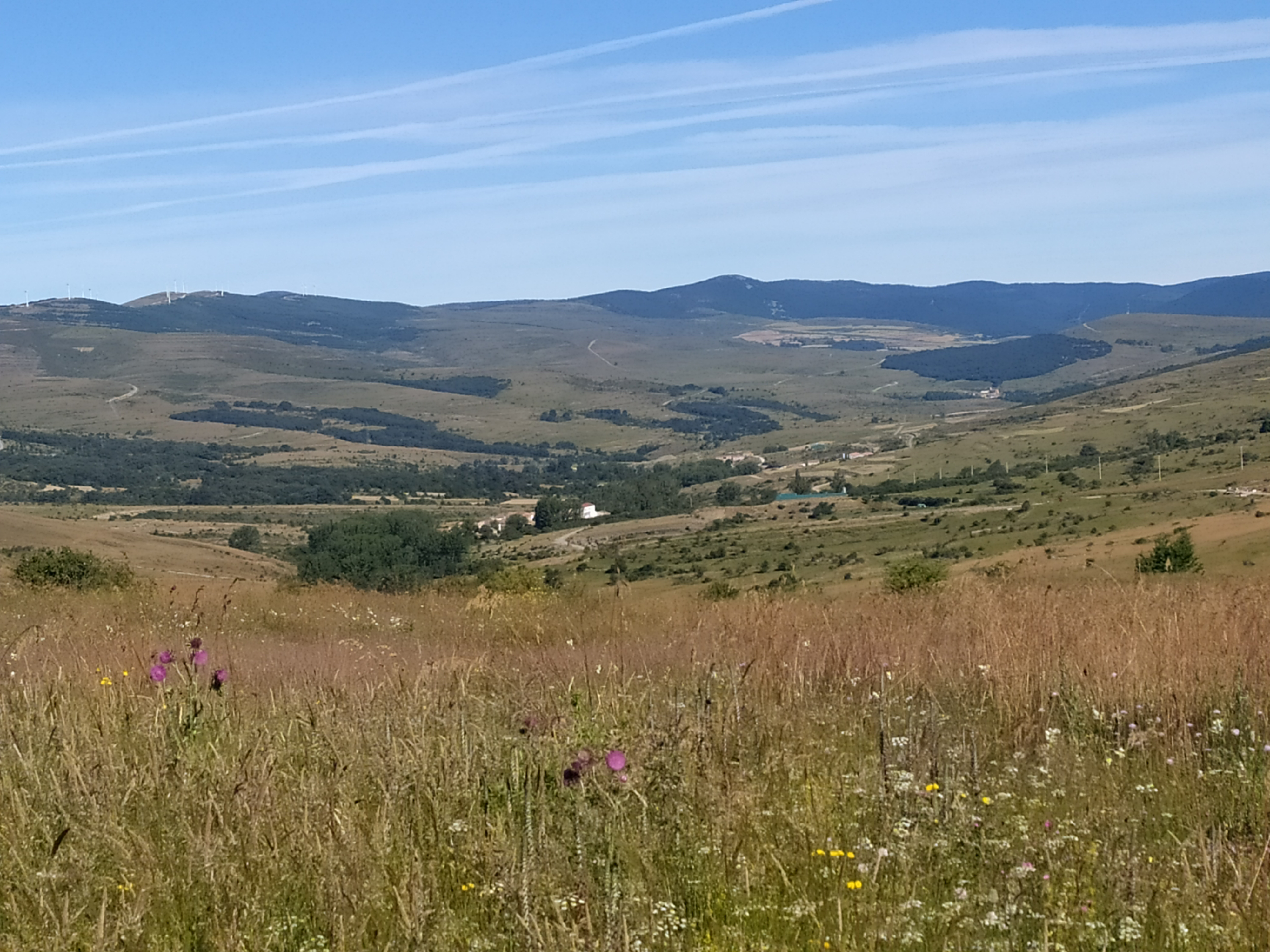
Valle del nacimiento del río Cidacos

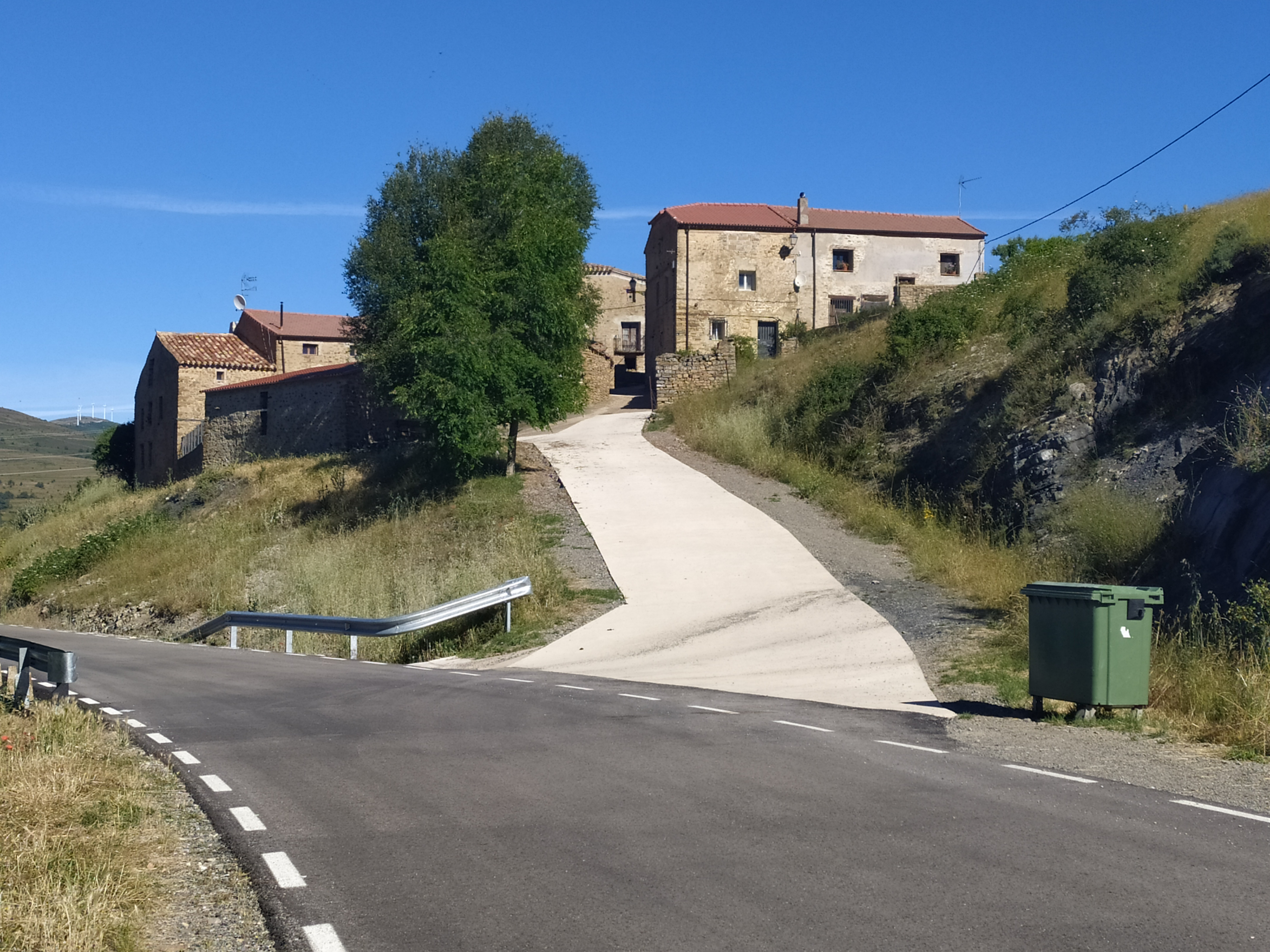
Acceso al barrio de abajo (Las Aldehuelas)

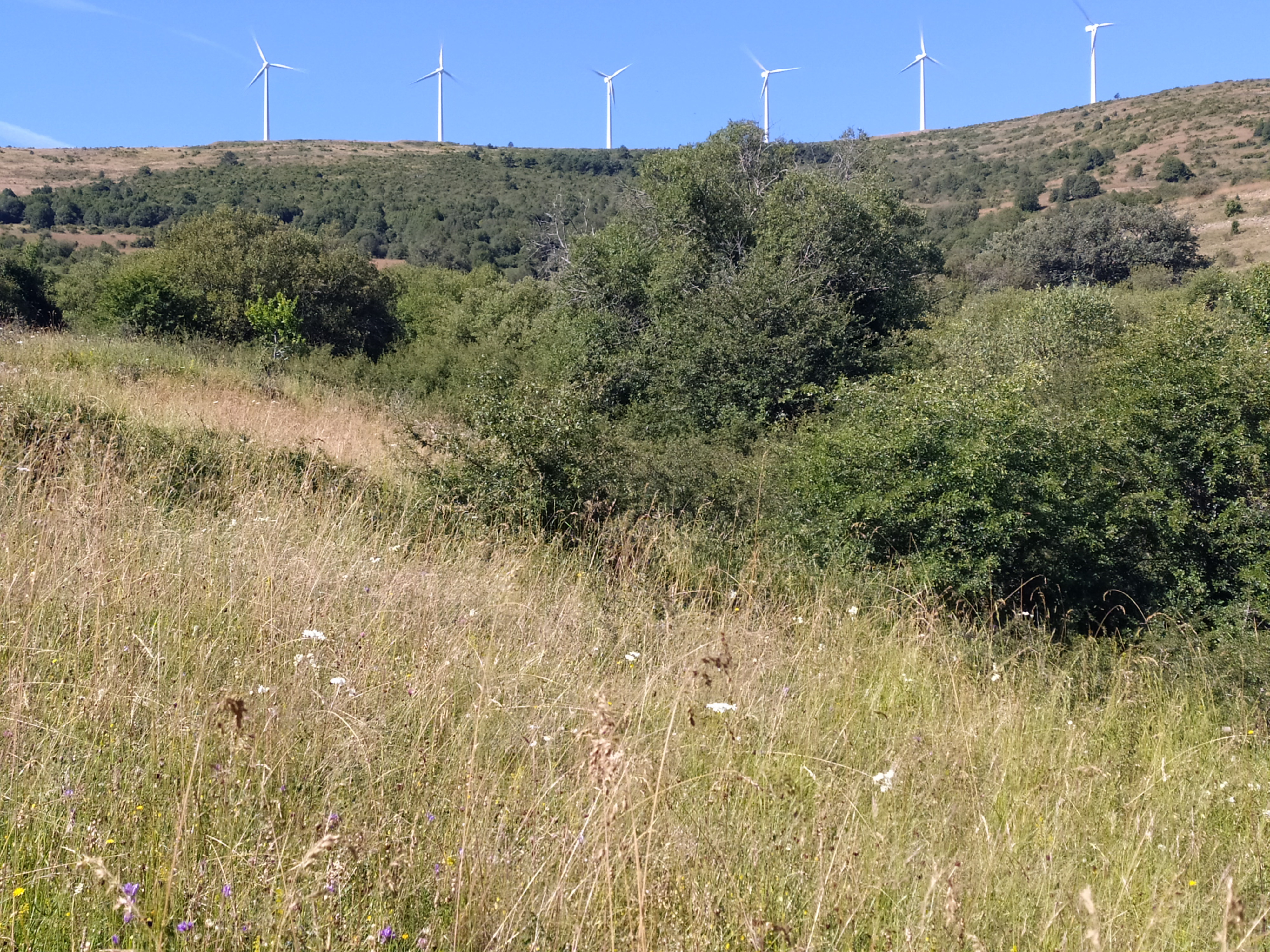
Acebal llamado La Cebosa

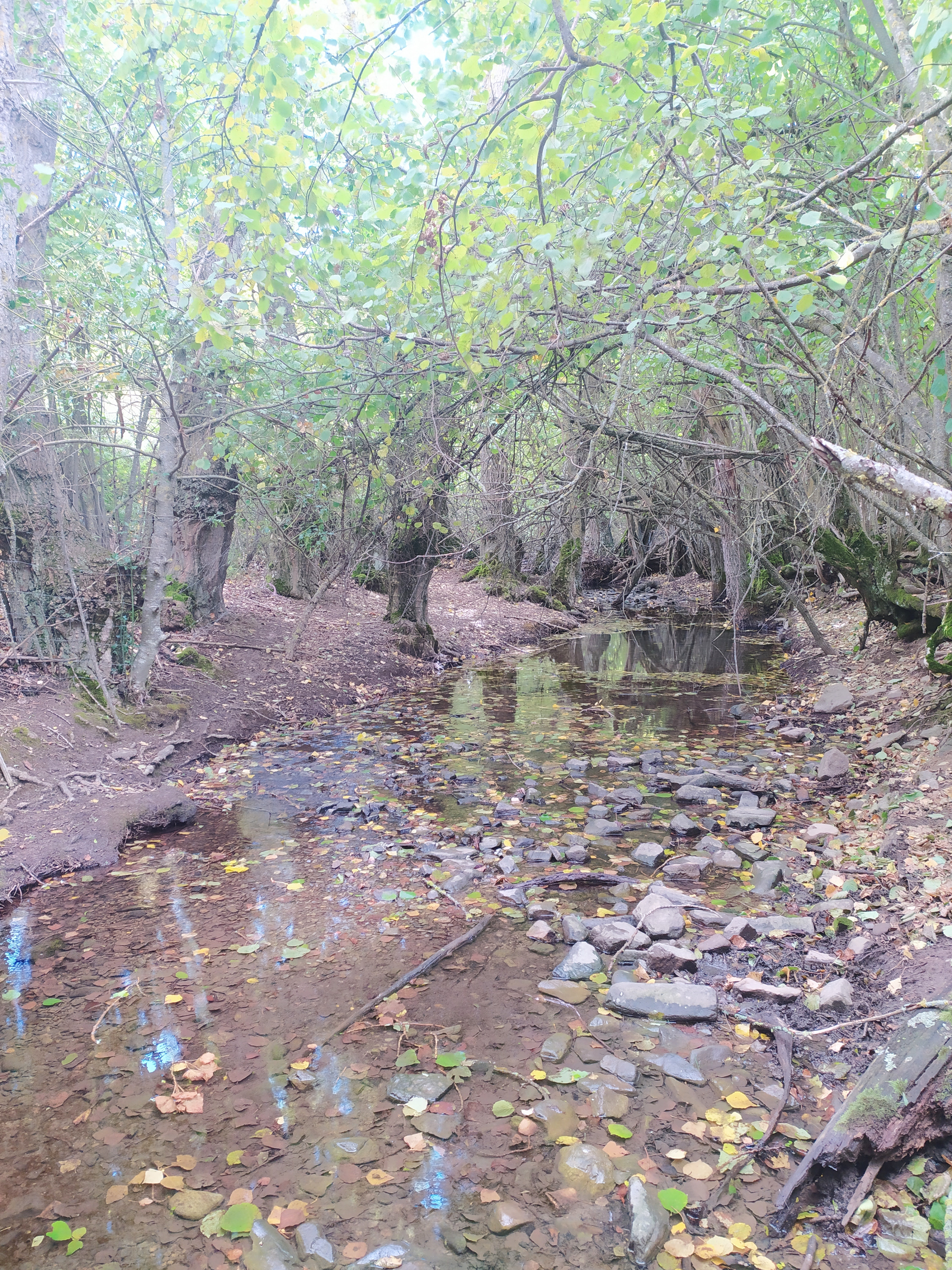
Rio Cidacos en otoño

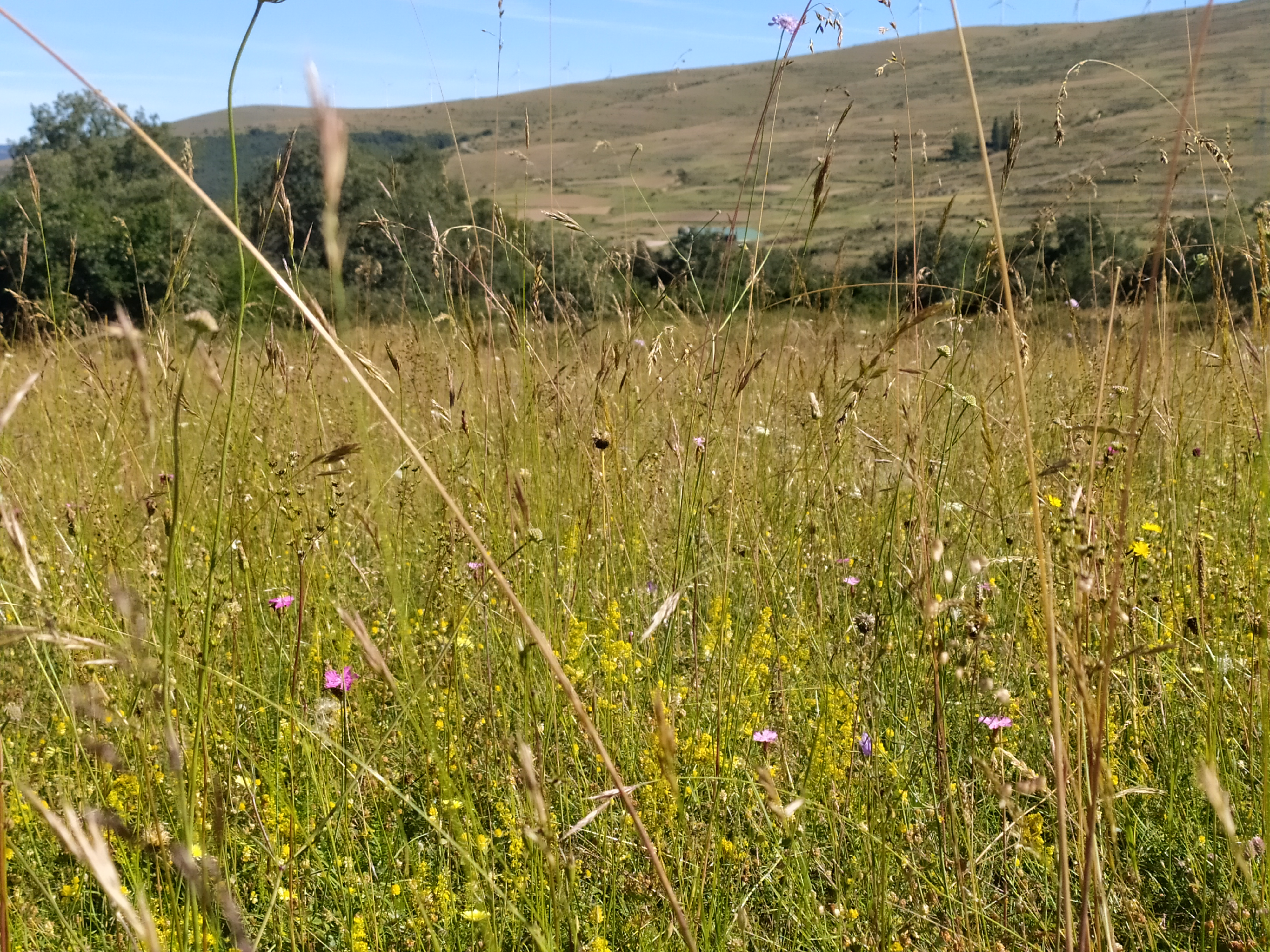
Prado Las Cumbreras

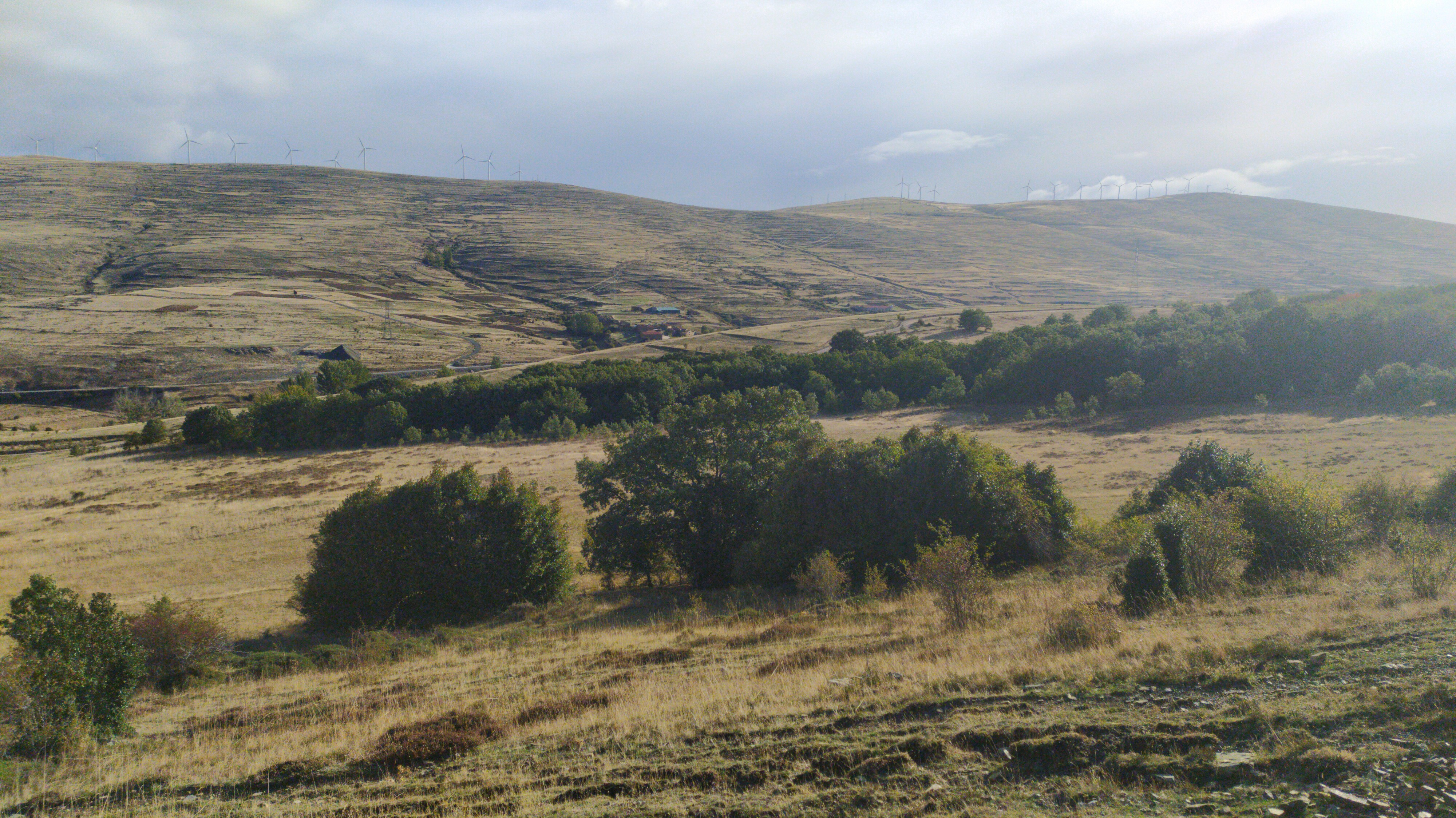
Vistas desde La Tarayuela en Otoño

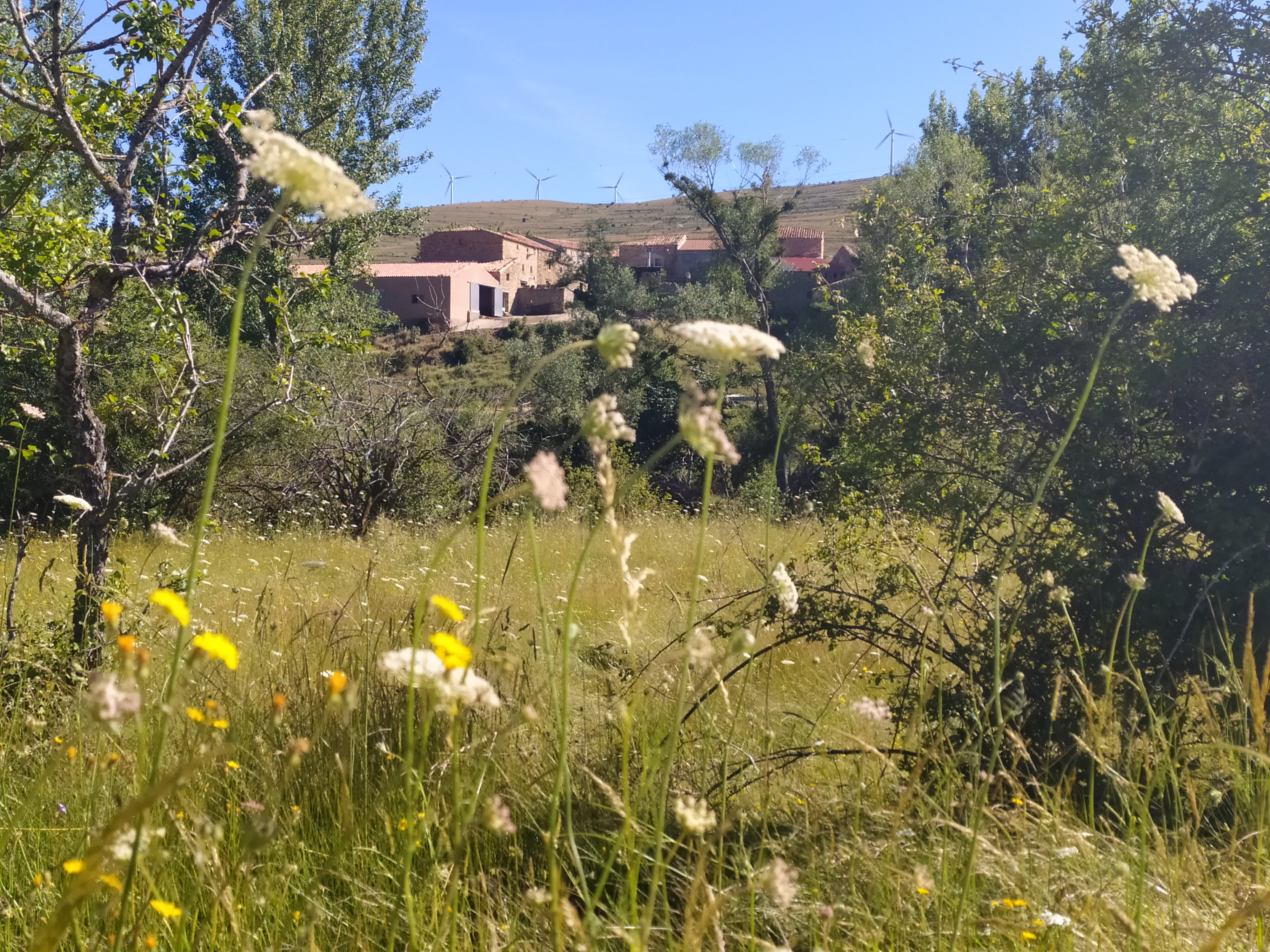
Vistas desde el prado la soriana en primavera

Barriobajero, Barrio de abajo correctamente indicado, es un barrio del municipio de Las Aldehuelas en la provincia de Soria (España), que conjuntamente con el barrio somero forman el municipio. Las Aldehuelas está dividido en el barrio de abajo y el barrio somero separados unos 700 m de distancia.
Barrio de la comarca de Tierras Altas.

## Notas

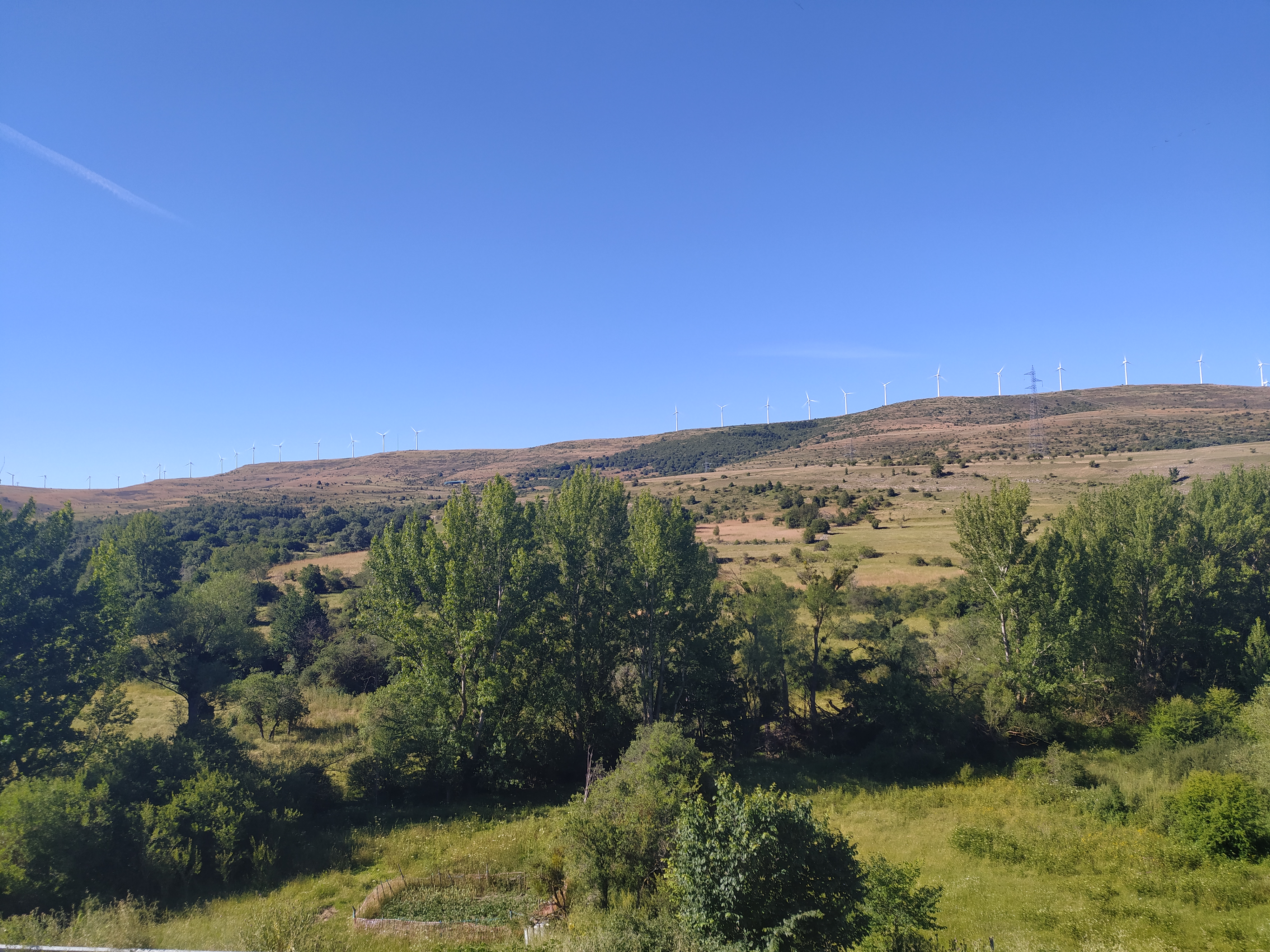
Barrio de Abajo, vistas inmejorables